# Paul Christiaan Klieger
Pour les articles homonymes, voir Klieger.
Paul Christiaan Klieger aussi P. Christiaan Klieger, (27 juillet 1951 à Great Falls -18 mai 2019 à Denpasar), est un anthropologue, et tibétologue américain, chercheur de l'Académie des sciences de Californie à San Francisco.

## Biographie
P. Christiaan Klieger est un anthropologue qui travaille parmi les Tibétains depuis 1978. P. Christiaan Klieger a soutenu son Ph.D intitulé Accomplishing Tibetan Identity: the Constitution of a National Consciousness à l'université d'Hawaï, en 1989. Il est chercheur associé au département d'anthropologie de l'Académie des sciences de Californie à San Francisco. Il a écrit de nombreux ouvrages sur les Tibétains du Tibet et de la diaspora sur le thème de la construction de l'identité tibétaine. Il a étudié les populations sur les marges de la grande région culturelle tibétaine, notamment dans la région la plus au nord de la Birmanie parmi les Rawang. Il a été conservateur d'anthropologie au Muséum Bishop, conservateur en chef de la division d'histoire du Oakland Museum of California et conservateur à The California Museum à Sacramento.

## Ouvrages
- (en) Tibet: A History Between Dream and Nation-State, Reaktion Books, 2021,  (ISBN 1789144035 et 9781789144031)
- (en) The State of Tibet: A History of a Central Asian Polity, Green Arrow Press, 2016,  (ISBN 0971181632 et 9780971181632)
- (en) Kamehameha III, 2015 Green Arrow Press, San Francisco. 478 pages.  (ISBN 9780971181625)
- (en) The Microstates of Europe: Designer Nations in a Post-Modern World, 2013, Lexington Books, Latham, MD, 211 pages.  (ISBN 0739174274)
- (en) Na Maka o Halawa, 1995, Bishop Museum Press, Honolulu, 113 pages.  (ISBN 0930897900)
- (en) Moku`ula: Maui’s Sacred Island, 1998, Bishop Museum Press, Honolulu,  (ISBN 1581780028)
- (en) Moku o Lo`e: A History of Coconut Isle, 2007. Bishop Museum Press, Honolulu, 288 pages.  (ISBN 1581780729 et 1581780486)
- (en) Tibetan Borderlands, 2006. Brill Academic, Leiden. Illustrated, 256 pages.  (ISBN 9004154825)
- (en) Tibet-o-Rama: Self and Other in a Tale from the Edge of Tibet, 2002. Green Arrow Press, San Francisco, 220 pages.  (ISBN 0971181608)
- (en) Tibet, Self, and the Tibetan Diaspora: Voices of Difference, 2002. Brill Academic, Leyde. 264 pages.  (ISBN 9004125558).
- (en) The Fleischmann Yeast Family, 2004. Arcadia, Chicago. 128 pages.  (ISBN 0738533416)
- (en) Tibetan Nationalism, 1991. Archana, Meerut, India. 164 pages.

## Articles
- P. Christiaan Klieger, « A Poisoned Arrow: The Secret Report of the 10th Panchen Lama », Tibet Information Network (TIN), The Tibet Journal, Spring Vol. XXIV, No. 1 1999, p. 146.

## Prix
- 2008 Winner of the Po`okela Award for Publishing Excellence, Hawaii Publishers Association.
- Knight of Magisterial Grace, Order of Malta
- Knight Commander of the Holy Sepulchre of Jerusalem
- Knight of the Royal House of Portugal
- Knight of the Order of St. Michael of the WIng